# Kazionno-Kuzhorski
Kazionno-Kuzhorski (del ruso: Казённо-Кужорский) es un jútor del raión de Koshejabl en la república de Adiguesia de Rusia. Está situado en la orilla izquierda del río Labá, afluente del Kubán, 29 km al sur de Koshejabl y 44 km al este de Maikop, la capital de la república. Tenía 808 habitantes en 2010.
Pertenece al municipio de Natyrbovo.